# 第37独立親衛自動車化狙撃旅団 (ロシア陸軍)
第37独立親衛ブダペスト赤軍・赤星勲章ドン・コサック・Е・А・ シチャデンコ記念自動車化狙撃旅団（だい37どくりつしねいじどうしゃかぶだぺすとせきぐん・せきせいくんしょうドン・コサック・Е・А・ シチャデンコきねんりょだん、ロシア語: 37-я отдельная гвардейская мотострелковая Будапештская Краснознамённая, ордена Красной Звезды Донская казачья бригада имени Е. А. Щаденко、略称37 гв. омсбр、部隊番号69647）は、ロシア陸軍の旅団。東部軍管区第36諸兵科連合軍隷下。

## 所属管区
キャフタ村はシベリア軍管区に属していたが、2010年の再編後は東部軍管区の一部となっている。

## 歴史
- 第5親衛騎兵隊（英語版）（1942年）
- 第5親衛騎兵師団（1946年）
- 第1親衛重戦車師団（1955年）
- 第18親衛重戦車師団
- 第5親衛戦車師団（1965年 - 2009年）

### ウクライナ東部における戦争
デバルツェボの戦いに参加した。

### 2022年のウクライナ侵攻
3月14日、キエフ近郊で打ち破られた。また、旅団長が「部隊に大損害をもたらした」として部下に殺害されたとの報道がなされた。

## 編制
- 旅団司令部
- 第1自動車化狙撃大隊
- 第2自動車化狙撃大隊
- 第3自動車化狙撃大隊
- 狙撃中隊（スナイパー）
- 戦車大隊
- 第1自走榴弾砲大隊
- 第2自走榴弾砲大隊
- ロケット砲大隊
- 対戦車砲大隊
- 高射ミサイル大隊
- 高射ミサイル・砲兵大隊
- 工兵大隊
- 通信大隊
- 物資保障大隊
- 偵察中隊
- 修理大隊
- 指揮中隊
- 衛生中隊
- 電子戦中隊
- 無人航空機中隊
- 放射線・化学・生物学防護中隊
- 統制・砲兵偵察中隊
- 統制・レーダー偵察小隊
- 統制小隊
- 指導員小隊
- 訓練員小隊
- 射程
- 軍楽隊[5]